# FBS大感謝祭!
『FBS大感謝祭!』（エフビーエスだいかんしゃさい）→『FBS元気まつり』（エフビーエスげんきまつり）とは、2005年に開局35周年を迎えた福岡放送が、毎年3月第2・第3土曜日に放送している開局記念番組。

## 放送時間
- 【第1回】2005年3月19日（土）第1部：9:25 - 11:30、第2部：12:00 - 18:00 『FBS開局35周年記念番組 元気発信!FBS大感謝祭 8時間35分!全力生放送』
- 【第2回】2006年3月18日（土）13:30 - 18:00 『ひとりの元気はみんなの元気 FBS大感謝祭! 4時間30分 全力生放送』
- 【第3回】2007年3月10日（土）13:30 - 18:00 『元気発信! FBS大感謝祭! 4時間30分全力生放送』
- 【第4回】2008年3月29日（土）13:30 - 18:00 『FBS大感謝祭!2008 4時間30分全力生放送』
- 【第5回】2009年3月28日（土）13:30 - 16:30 『2009花満開スペシャル FBS元気まつり』
- 【第6回】2010年3月27日（土）13:30 - 16:25 『2010 FBS開局40周年スペシャル FBS元気まつり 〜いま、私たちにできること…前進!〜』
- 【第7回】2011年3月12日（土）13:30 - 16:55 『FBS元気まつり2011 九州新幹線全線開業SP』（※この年も生放送される予定だったが、東日本大震災の影響で放送中止となった）
- 【第8回】2012年3月12日（土）13:30 - 16:55 『FBS元気まつり2012 絆スペシャル 〜ひとりの元気はみんなの元気!〜』
- 【第9回】2013年3月16日（土）13:30 - 17:30 『あなたにゲンキ!届けます FBS元気まつり2013』
- 【第10回】2014年3月22日（土）第1部：9:25 - 11:25、第2部：11:35 - 11:45、第3部：11:55 - 16:55 『福岡放送開局45周年記念番組 FBS元気まつり2014 7時間30分全力生放送 〜45 未来（あした）へ〜』

## 司会
- 【第1回】東野幸治、古賀ゆきひと（FBSアナウンサー）、奥田美香子（FBSアナウンサー）
- 【第2回】ココリコ（遠藤章造・田中直樹）、古賀ゆきひと（FBSアナウンサー）、奥田美香子（FBSアナウンサー）
- 【第3回】ココリコ（遠藤章造・田中直樹）、山本華世、福岡竜馬（FBSアナウンサー）
- 【第4回】博多華丸・大吉（博多大吉・博多華丸）、山本華世、福岡竜馬（FBSアナウンサー）
- 【第5回】博多華丸・大吉（博多大吉・博多華丸）、羽鳥慎一（当時日本テレビアナウンサー）、西尾由佳理（当時日本テレビアナウンサー）
- 【第6回】古賀ゆきひと（FBSアナウンサー）、伊藤舞（FBSアナウンサー）
- 【第7回】山本華世、福岡竜馬（FBSアナウンサー）
- 【第8回】山本華世、桝太一（日本テレビアナウンサー）、古賀ゆきひと（FBSアナウンサー）、伊藤舞（FBSアナウンサー）
- 【第9回】桝太一（日本テレビアナウンサー）、古賀ゆきひと（FBSアナウンサー）、伊藤舞（FBSアナウンサー）
- 【第10回】桝太一（日本テレビアナウンサー）、水卜麻美（日本テレビアナウンサー）、伊藤舞（FBSアナウンサー）、松井礼明（FBSアナウンサー）

## 2007年(第3回)の主な企画
九州縦断温泉マラソン
1日で37か所の温泉（開局37周年にひっかけて）を入浴料1人あたり2007円で2チームに分かれて列車を乗り継ぎ、制限時間以内に温泉に入りまくるチャレンジ企画。
踊れ!ダントツ選手権
「楽しくなければダンスじゃない!」をコンセプトに、真島茂樹やGOGO BROTHERSが選び抜いた8組が賞金50万円を賭けて文字通りダントツに楽しいダンスを選び抜く。コーナー進行は仲谷亜希子（当時FBSアナウンサー）と高田課長。
第一交通産業PRESENTS 九州ラーメン総選挙トップ50
インターネットなどを使ってより多くの視聴者に投票してもらい、どこの店のラーメンが一番美味いのかを放送時間内に随時ランキング形式で紹介（すべてVTR、一部ラーメン店では実際に彦麻呂が試食）。また、1位の店は生中継で紹介された。コーナー進行は古賀ゆきひと（FBSアナウンサー）、財津ひろみ（FBSアナウンサー）、彦麻呂（兼リポーター）。ランキングの全ては、番組公式サイトでいつでも見ることができた。
向かうところ手品師!驚愕のマジックSHOW
世界大会グランド・チャンピオンやマジック・オブ・ザ・イヤーなど、数々の栄光に輝いた日本のマジシャン・小川心平がテレビ初公開のマジックなどを生放送で送る。
FBS番組対抗「元気サプライズ」自慢人スクープ大賞
FBSの人気番組が、さまざまな「元気人」を取材。その「元気の素」を検証し、「最もサプライズな元気人」を決定する。
あなたの夢をかなえたい
「パンくん、ジェームズと○○したい」「松中信彦選手が特別コーチ!野球少年に初ヒットを!」など、さまざまな人たちのさまざまな夢を叶えるためにFBSが全力で手伝いをする企画。